# Карл-Гайнц Ноак
Карл-Гайнц Ноак (нім. Karl-Heinz Noak; 30 липня 1916, Берлін — 14 листопада 1978, Кобленц) — німецький офіцер, майор вермахту, оберст бундесверу. Кавалер Лицарського хреста Залізного хреста з дубовим листям.

## Біографія
В 1936 році вступив у вермахт, служив в 4-му протитанковому дивізіоні. Учасник Польської кампанії, командир взводу. З 1 січня 1941 року — командир 1-ї роти 137-го протитанкового дивізіону. З грудня 1941 року — командир роти унтерофіцерського училища мобільних військ. В червні 1943 року призначений командиром 654-го важкого протитанкового дивізіону. Учасник Курської битви, де був важко поранений. 1 березня 1944 року зміг повернутися до командування дивізії. Учасник боїв в Нормандії і Рурському котлі, де знову був важко поранений і потрапив в американський полон. В жовтні 1945 року звільнений. У 1956-74 року служив у бундесвері.

## Нагороди
- Медаль «У пам'ять 1 жовтня 1938» із застібкою «Празький град»
- Медаль «За вислугу років у Вермахті» 4-го класу (4 роки)
- Залізний хрест
  - 2-го класу (6 листопада 1939)
  - 1-го класу (26 червня 1939)
- Лицарський хрест Залізного хреста з дубовим листям
  - лицарський хрест (5 серпня 1940)
  - дубове листя (№ 63; 16 січня 1942)
- Сертифікат Пошани Головнокомандувача Сухопутних військ Вермахту (20 липня 1941)
- Медаль «За зимову кампанію на Сході 1941/42»
- Нагрудний знак «За танкову атаку» в сріблі
- Нагрудний знак «За поранення» в чорному
- Німецький хрест в золоті (6 січня 1945)